# Долфин-энд-Юнион
Долфин-энд-Юнион (англ. Dolphin and Union Strait) — пролив, отделяющий остров Виктория Канадского Арктического архипелага от материковой части Северной Америки. Один из проливов Северо-Западного прохода.

## География
Пролив Долфин-энд-Юнион расположен в северо-западной части Канады. Южное побережье пролива полностью находится на территории Нунавута, а северное (остров Виктория) — в Нунавуте и Северо-Западных территориях. Пролив соединяет залив Коронейшен, расположенный на востоке, с заливом Амундсена на западе. Максимальная ширина пролива составляет 90 км (на западе, при слиянии с заливом Амундсена), минимальная ширина — 24 км (на востоке), длина пролива равна 161 км. Несколько низких островов и множество рифов находятся в восточной части пролива, лоции рекомендуют преодолевать этот участок днём и при хорошей видимости. Пролив открыт в 1826 году Джоном Ричардсоном и им же назван «в честь наших отличных маленьких шлюпок Долфин и Юнион».
Пролив находится в полярной области и большую часть года покрыт льдами, освобождается ото льда в июле, а к середине октября вновь замерзает. Максимальная глубина — 195 метров.